# Segunda Interinsular-Tenerife
La Segunda Interinsular constituye el octavo nivel de competición de la liga española de fútbol en Santa Cruz de Tenerife. Es la categoría inmediatamente inferior a la Primera Interinsular-Tenerife y superior a la extinta Tercera Interinsular-Tenerife.
Su organización corre a cargo de la Federación Interinsular de Fútbol de Tenerife.

## Sistema de competición
Se divide en tres grupos, el primer y segundo grupo consta de 16 y 17 participantes respectivamente, sus dos campeones ascienden directamente, los segundos, terceros, cuartos y quintos clasificados juegan un play off de donde salen los otros cuatro equipos que ascienden a Primera Interinsular-Tenerife. El Grupo I está compuesto por equipos del Norte de la isla de Tenerife mientras en el Grupo II militan los combinados del sur. El Grupo III está compuesto por equipos de la isla de El Hierro. Su campeón asciende directo a Primera Interinsular-Tenerife.

## Grupos

### Segunda Interinsular Grupo I
En ella compiten los equipos del norte de la isla de Tenerife y la zona metropolitana Santa Cruz de Tenerife-San Cristóbal de La Laguna.

### Participantes 2021-2022
| Equipo                    | Municipio                            | Fundado |
| ------------------------- | ------------------------------------ | ------- |
| C.D. Candelaria La Cuesta | San Cristóbal de La Laguna, Tenerife | 1952    |
| R.C.D. Gara               | Garachico, Tenerife                  | 1912    |
| C.D. Guancha Fortunia "B" | La Guancha, Tenerife                 | 1975    |
| E.M.F. Matanza "B"        | La Matanza de Acentejo, Tenerife     | 1979    |
| F.C. Padre Anchieta       | San Cristóbal de La Laguna, Tenerife | 1994    |
| C.D. Puerto Cruz "B"      | Puerto de la Cruz, Tenerife          | 1957    |
| U.D. Realejos "B"         | Los Realejos, Tenerife               | 1943    |
| C.D. San Jerónimo         | San Cristóbal de La Laguna, Tenerife | 1991    |
| C.F. Sporting San José    | San Juan de la Rambla, Tenerife      | 1999    |
| Tacoronte C.F.            | Tacoronte, Tenerife                  | 2011    |
| C.D. Tajaraste            | Santa Cruz de Tenerife, Tenerife     | 1994    |
| U.D. Tanque               | El Tanque, Tenerife                  | 1991    |
| C.D.A.F.B. Tegueste "B"   | Tegueste, Tenerife                   | 2010    |

### Segunda Interinsular Grupo II
En ella compiten los equipos del sur de la isla de Tenerife, Santa Cruz de Tenerife y de la isla de La Gomera.

### Participantes 2021-2022
| Equipo                         | Municipio                             | Fundado |
| ------------------------------ | ------------------------------------- | ------- |
| U.D. Alajeró                   | Alajeró, La Gomera                    | 1986    |
| Arafo Fundación Edgar Méndez   | Arafo, Tenerife                       | 2021    |
| C.D. Armeñime Palmas           | Adeje, Tenerife                       | 2001    |
| U.D. Auchon Valle Tabares      | San Cristóbal de La Laguna, Tenerife  | 2009    |
| C.D. Chiñama Chasna            | Granadilla de Abona, Tenerife         | 2018    |
| U.D. Chío                      | Guía de Isora, Tenerife               | 1988    |
| C.D. El Tranvía                | Santa Cruz de Tenerife, Tenerife      | 2019    |
| E.M.F. Fasnia Brisas del Teide | Fasnia, Tenerife                      | 2021    |
| U.D. Gomera                    | San Sebastián de la Gomera, La Gomera | 1979    |
| U.D. Hermigua                  | Hermigua, La Gomera                   | 1990    |
| C.D. Petrona 2020              | Hermigua, La Gomera                   | 2019    |
| C.D. Tasiri                    | San Cristóbal de La Laguna, Tenerife  | 2018    |

### Segunda Interinsular Grupo III
En ella compiten los equipos de la isla de El Hierro.

### Participantes 2023-2024
| Equipo                  | Municipio                        | Fundado |
| ----------------------- | -------------------------------- | ------- |
| Atlético Pinar C.F. "B" | El Pinar de El Hierro, El Hierro | 1965    |
| Atlético Restinga "B"   | El Pinar de El Hierro, El Hierro | 1996    |
| C.D. Barrio             | Valverde, El Hierro              | 1985    |
| C.D. Concepción         | Valverde, El Hierro              | 1979    |
| U.D. Valle Frontera "B" | La Frontera, El Hierro           | 1975    |

## Otras Ligas
| Nivel | Liga                                | Liga                                | Liga | Liga | |
| ----- | ----------------------------------- | ----------------------------------- | --- | --- | --- |
| 1.º   | Primera División de España          | Primera División de España          | Primera División de España                                                                                               | Primera División de España                                                                                               | |
| 2.º   | Segunda División de España          | Segunda División de España          | Segunda División de España                                                                                               | Segunda División de España                                                                                               | |
| 3.º   | Primera División RFEF               | Primera División RFEF               | Primera División RFEF | Primera División RFEF | |
| 4.º   | Segunda División RFEF               | Segunda División RFEF               | Segunda División RFEF | Segunda División RFEF | |
| 5°    | Tercera División RFEF               | Tercera División RFEF               | Tercera División RFEF | Tercera División RFEF | |
| 6.º   | Interinsular Preferente de Tenerife | Interinsular Preferente de Tenerife | Interinsular Preferente de Las Palmas                                                                                    | Interinsular Preferente de Las Palmas                                                                                    | Interinsular Preferente de Las Palmas                                                                                    |
| 7.º   | Primera Interinsular-Tenerife       | Primera Interinsular-Tenerife       | Primera Regional Aficionado-Gran Canaria Primera Regional Aficionado-Fuerteventura Primera Regional Aficionado-Lanzarote | Primera Regional Aficionado-Gran Canaria Primera Regional Aficionado-Fuerteventura Primera Regional Aficionado-Lanzarote | Primera Regional Aficionado-Gran Canaria Primera Regional Aficionado-Fuerteventura Primera Regional Aficionado-Lanzarote |
| 8.º   | Segunda Interinsular-Tenerife       | Segunda Interinsular-Tenerife       | Segunda Regional Aficionado-Gran Canaria                                                                                 | Segunda Regional Aficionado-Gran Canaria                                                                                 | Segunda Regional Aficionado-Gran Canaria                                                                                 |